# Чурашево (Татарстан)
Чурашево — село в Сармановском районе Татарстана. Входит в состав Карашай-Сакловского сельского поселения.

## География
Находится в восточной части Татарстана на расстоянии приблизительно 24 км на северо-восток по прямой от районного центра села Сарманово у речки Мензеля.

## История
Основано не позднее 1722 года, упоминалось также как Саклов-Чурашево. До 1860-х годов часть населения учитывалась как башкиры. В начале XX века упоминалось о наличии мечети и мектеба.
В «Списке населенных мест по сведениям 1870 года», изданном в 1877 году, населённый пункт упомянут как деревня Чурашева (Саклов-Чурашева) 2-го стана Мензелинского уезда Уфимской губернии. Располагалась при речке Мензеле, на коммерческом тракте из Бирска в Мамадыш, в 32 верстах от уездного города Мензелинска и в 30 верстах от становой квартиры в селе Александровское (Кармалы). В деревне, в 62 дворах жили 386 человек (185 мужчин и 201 женщина, татары, тептяри), были мечеть, училище, водяная мельница. Жители занимались земледелием, скотоводством, пчеловодством.
По сведениям переписи 1897 года, в деревне Чурашева Мензелинского уезда Уфимской губернии жили 810 человек (398 мужчин и 412 женщин), из них 808 мусульман.

## Население
Постоянных жителей было: в 1795 — 53, в 1834 — 68, в 1870—386, в 1897—619, в 1906—658, в 1922—831, в 1926—780, в 1938—858, в 1949—591, в 1958—506, в 1970—583, в 1979—426, в 1989—297, 293 в 2002 году (татары 97 %), 260 в 2010.